# Carlos Fuentes
Carlos Fuentes Macías (Panamaváros, 1928. november 11. – Mexikóváros, 2012. május 15.) az egyik legismertebb modern mexikói író.

## Élete
Fuentes apja diplomata volt és a harmincas években nagykövet Washingtonban. Carlos Fuentes így már fiatalon megismerkedhetett az Egyesült Államokon kívül Közép- és Dél-Amerika számos országának kultúrájával, történelmével, szokásaival és első irodalmi szárnybontogatásain erősen érezhető Pablo Neruda hatása.
Felsőbb iskoláit Mexikóvárosban végezte. Ebben az időben újságíróként is dolgozott az Hoy (Ma) munkatársaként és a Colegio Francés Morelos irodalmi intézettől már díjat is kapott. Ezután jogot tanult Svájcban és Mexikóban. Eleinte Fuentes az apjához hasonlóan diplomataként dolgozott és csak 1959-től kezdett el komolyan írással foglalkozni. Ebben az időben Párizsban lakott, majd Velencében, Londonban és ismét Mexikóvárosban. A 70-es években a washingtoni Woodrow Wilson Intézetben dolgozott. Ezenkívül nagykövetként képviselte hazáját (mindig is mexikóinak érezte magát) Franciaországban (1972-78), de lemondott, amikor Gustavo Díaz Ordaz mexikói nagykövet lett Spanyolországban. 1990-től Európában élt.

## Művei
- La región más transparente (1958) Ed. de Georgina García-Gutiérrez. Madrid: Cátedra, 1982 (Letras hispánicas; 145) (Magyarul: Áttetsző tartomány – 1980)
- Las buenas conciencias (1959). Mexico: Fondo de Cultura Economica (1953)
- La muerte de Artemio Cruz (1962) (Magyarul: Artemio Cruz halála – 1966)
- Aura (1962). 12. ed. México: Ed. Era, 1977 (Biblioteca Era)
- Cantar de ciegos (1964)
- Zona sagrada (1967) 9. ed. México: Siglo Veintiuno ed., 1974
- Cambio de piel (1967) Barcelona: Seix Barral, 1974 (Biblioteca breve; 262)
- Cumpleaños (1969) 5. ed. México: Joaquín Mortiz, 1976 (Serie del volador)
- Terra Nostra (1975) Barcelona: Seix Barral, 1977 (Biblioteca breve; 385)
- La cabeza de la hidra (1978) Barcelona: Argos, 1978
- Agua quemada. Cuarteto Narrativo (1983) México: Fondo de Cultura Economica, 1983
- Gringo viejo (1985) México: Fondo de Cultura económica, 1985 (Tierra firme)
- Cristóbal Nonato. México: Fondo de Cultura económica, 1987 (Tierra firme)
- La campaña (1990); México: Santillana. (Alfaguara) (2002) (Magyarul: A hadjárat – 1995)
- La frontera de cristal. Una novela en nueve cuentos (1995) 2. reimpr. Madrid: Santillana, 1996 (Alfaguara) ISBN 968-19-0268-8
- Los años con Laura Díaz (1999) 6. ed. Madrid: Santillana, 1999. (Alfaguara ) (Magyarul: Laura Díaz évről évre, Ulpius-ház, 2003) ISBN 84-204-3087-0
- Instinto de Inez (2001) México: Alfaguara, 2001
- La silla del águila (2003), Alfaguara
- Todas las familias felices (2006), Alfaguara
- La voluntad y la fortuna (2008), Alfaguara
- Adán en Edén (2009), Alfaguara

## Magyarul
- Artemio Cruz halála; ford., jegyz. Margitai György; Európa, Bp., 1966
- Áttetsző tartomány. Regény; ford. Kesztyűs Erzsébet; Európa, Bp., 1980
- A hadjárat; ford. Pál Ferenc; Európa, Bp., 1995
- Laura Díaz évről évre; ford. Pávai Patak Márta; Ulpius-ház, Bp., 2003
- Diana, a magányos vadász; ford. Szőnyi Ferenc; Ulpius-ház, Bp., 2005